# Redwood Falls
Redwood Falls település az Amerikai Egyesült Államok Minnesota államában, Redwood megyében, melynek megyeszékhelye is. Lakosainak száma 5102 fő (2020. április 1.).

## Népesség
A település népességének változása:

| 2010 | 5 254 |
| 2020 | 5 102 |